# Land- und Stadtgericht Kosten
Das Land- und Stadtgericht Kosten war von 1834 bis 1849 ein preußisches Land- und Stadtgericht mit Sitz in Kosten.

## Geschichte
Nach dem Ende der Franzosenzeit wurde die der französische Gerichtsorganisation entsprechende Gerichtsorganisation im Herzogtum Warschau 1815 zunächst von Preußen übernommen. Das Friedensgericht Kosten wurde fortgeführt und dem Landgericht Fraustadt zugeordnet. 1834 wurde die Gerichtsorganisation geändert und einheitlich Land- und Stadtgerichte gebildet. In dem -nun verkleinerten- Sprengel des Oberlandesgerichtes Posen bestanden 20 dieser Gerichte, darunter das Land- und Stadtgericht Kosten. Das Land- und Stadtgericht Kosten (polnisch: Sąd Ziemsko-Mieyski w Kościance) nahm am 1. Mai 1835 seine Arbeit auf.
Das Land- und Stadtgericht Kosten war für den Kreis Kosten zuständig. Dazu gehörten die Städte Kosten mit 2044 Einwohnern (1838), Schmiegel mit 2693 Einwohnern, Czempin mit 1136 Einwohnern, Wielichowo mit 943 Einwohnern und Kriewen mit 857 Einwohnern sowie 225 Dorfschaften mit 34.482 Einwohnern. Zusammen gab es damit 42.155 Gerichtseingesessene. In Wielichowo und Kriewen wurden Gerichtstage abgehalten.
Am Gericht waren ein Direktor, sechs Richter, zehn Subalterne und sechs Unterbeamte beschäftigt. Es war damit ein Land- und Stadtgericht 1. Klasse. Diese wirkten bei wesentlichen Fällen als Kollegialorgan. Sitz des Gerichtes war das städtische Rathaus.
1849 wurden die Land- und Stadtgerichte aufgelöst und durch Kreisgerichte ersetzt. Damit entstand das Kreisgericht Kosten im Sprengel des Appellationsgerichts Posen.